# ステファン・ポストマ
ステファン・ポストマ（Stefan Postma、1976年6月10日 - ）は、オランダ・ユトレヒト出身の元サッカー選手でありサッカー指導者。ポジションはGK。2013年よりFCユトレヒトにてGKコーチを務める。